# Sonnenfinsternis vom 29. April 1995
Bei der ringförmige Sonnenfinsternis vom 29. April 1995 verlief die 195,5 Kilometer breite Zentralzone über das dünnbesiedelte Amazonasbecken. Die Dauer der ringförmigen Phase lag etwa 6½ Minuten im Mittelfeld. Ihre Saros-Nachfolgerin ist die Sonnenfinsternis vom 10. Mai 2013, dessen ringförmige Zone über das ebenso dünnbesiedelte Nordwestaustralien verlaufen wird.
Der Saros 138 begann am 6. Juni 1472 mit nur 7 partiellen Finsternissen in der Antarktis. Danach erfolgen 50 ringförmige, gefolgt von einer hybriden und 3 totalen Sonnenfinsternissen. Nach 9 weiteren partiellen Finsternissen in der Arktis endet Saros 138 am 11. Juli 2716.